# Camp de réfugiés de Mahama
 (juin 2025).
La mise en forme du texte ne suit pas les recommandations de Wikipédia : il faut le « wikifier ».
Les points d'amélioration suivants sont les cas les plus fréquents. Le détail des points à revoir est peut-être précisé sur la page de discussion.
- Les titres sont pré-formatés par le logiciel. Ils ne sont ni en capitales, ni en gras.
- Le texte ne doit pas être écrit en capitales (les noms de famille non plus), ni en gras, ni en italique, ni en « petit »…
- Le gras n'est utilisé que pour surligner le titre de l'article dans l'introduction, une seule fois.
- L'italique est rarement utilisé : mots en langue étrangère, titres d'œuvres, noms de bateaux, etc.
- Les citations ne sont pas en italique mais en corps de texte normal. Elles sont entourées par des guillemets français : « et ».
- Les listes à puces sont à éviter, des paragraphes rédigés étant largement préférés. Les tableaux sont à réserver à la présentation de données structurées (résultats, etc.).
- Les appels de note de bas de page (petits chiffres en exposant, introduits par l'outil «  Source ») sont à placer entre la fin de phrase et le point final[comme ça].
- Les liens internes (vers d'autres articles de Wikipédia) sont à choisir avec parcimonie. Créez des liens vers des articles approfondissant le sujet. Les termes génériques sans rapport avec le sujet sont à éviter, ainsi que les répétitions de liens vers un même terme.
- Les liens externes sont à placer uniquement dans une section « Liens externes », à la fin de l'article. Ces liens sont à choisir avec parcimonie suivant les règles définies. Si un lien sert de source à l'article, son insertion dans le texte est à faire par les notes de bas de page.
- La présentation des références doit suivre les conventions bibliographiques. Il est recommandé d'utiliser les modèles {{Ouvrage}}, {{Chapitre}}, {{Article}}, {{Lien web}} et/ou {{Bibliographie}}. Le mode d'édition visuel peut mettre en forme automatiquement les références.
- Insérer une infobox (cadre d'informations à droite) n'est pas obligatoire pour parachever la mise en page.

Pour une aide détaillée, merci de consulter Aide:Wikification.
Si vous pensez que ces points ont été résolus, vous pouvez retirer ce bandeau et améliorer la mise en forme d'un autre article.
Le camp de réfugiés de Mahama est situé dans ledistrict de Kirehe, dans la  province orientale du Rwanda, près de la rivière Kagera, qui marque la frontière avec  la Tanzanie. En 2016, le camp comptait plus de 50 000 habitants, ce qui en faisait l'une des dix plus grandes agglomérations du pays. En 2021, le Rwanda accueillait plus de 100 000 réfugiés, dont la majorité résidait dans ce camp. En 2023, la population de Mahama était estimée à 62 486 personnes, réparties en 16 941 ménages, majoritairement originaires du Burundi.

## Histoire
Depuis 2015, plus de 280 000 Burundais ont été contraints de fuir leur pays pour chercher refuge dans les pays voisins, notamment le Rwanda, la Tanzanie et l’Ouganda. Parmi eux, plus de 47 000 se sont installés au Rwanda. C’est dans ce contexte que le camp de réfugiés de Mahama a été créé en avril 2015.
En septembre 2016, on estimait que le camp abritait un peu plus de 50 000 réfugiés de plusieurs nationalités, et que de nouveaux arrivants continuaient d’y affluer chaque jour. Ce camp est considéré comme un exemple modèle de gestion des réfugiés dans la région de l’Afrique de l’Est. À ses débuts, il n'était constitué que de tentes, mais en l’espace de 18 mois, des bâtiments semi-permanents en briques de boue y ont été construits.
En 2016, le camp disposait d’une école comptant plus de 100 salles de classe, accueillant plus de 11 000 enfants — ce qui en faisait la plus grande école du Rwanda. Il comptait également des dirigeants locaux répartis dans les 25 « villages » qui le composent, ainsi que deux centres de santé, un service de bus et un marché de commerçants. En dix-huit mois, le camp de réfugiés rivalisait, en nombre d’habitants, avec la sixième plus grande ville du pays
En 2021, on estimait à 125 000 le nombre de réfugiés présents au Rwanda, malgré le retour de 27 000 d’entre eux au Burundi. Seuls 10 % des réfugiés restés au Rwanda ne vivaient pas dans des camps. La grande majorité résidait dans le camp de Mahama. Ce camp demeure saturé, notamment en raison du transfert de réfugiés en provenance du camp de Gihembe, fermé en octobre. D’autres réfugiés, actuellement installés dans le camp de Kigeme, y seront également transférés dès que Mahama disposera de places disponibles.
En 2021, le Comité international paralympique a soutenu six athlètes sous la bannière des athlètes paralympiques indépendants aux Jeux paralympiques d'été de 2020. Parfait Hakizimana, originaire de Mahama et représentant la Fondation Humanitaire de Taekwondo, faisait partie de ces athlètes. Il a concouru à Tokyo en taekwondo, dans la catégorie des moins de 61 kg. Lors des Jeux, Hakizimana a dû se retirer de la phase de repêchage en raison d’une blessure
En septembre 2023, le HCR a déclaré que plus de 62 000 personnes y vivaient, dont la majorité était âgée de moins de dix-huit ans.

## Résidents notables
Le pratiquant burundais de parataekwondo, Parfait Hakizimana, réside dans un camp.